# Jameis Winston
Jameis Winston (Bessemer, 6 januari 1994) is een Amerikaans American football-Quarterback spelend voor de New Orleans Saints. In 2015 werd hij als eerste gekozen in de 2015 NFL Draft door de Tampa Bay Buccaneers. Hij speelde van 2012 tot 2014 College football aan de Florida State University. In zijn 2e jaar won hij de prestigieuze Heisman Trophy die wordt uitgereikt aan de beste college football speler van het jaar. Winston was de jongste winnaar ooit met een leeftijd van 19 jaar en 342 dagen (dit record werd in 2016 verbroken door Lamar Jackson).

## Jeugd
Winston werd op 6 januari 1994 geboren in Bessemer, Alabama. Jameis ging naar de Hueytown middelbare school die gevestigd is in Bessemer. Jameis speelde 2 sporten (American football en Honkbal). Jameis werd al relatief vroeg ontdekt door scouting websites zoals Rivals en ESPN, zij beschouwden hem als de beste Dual-Threat quarterback in het land. Winston won de Elite 11 quarterback competitie, aan deze competitie doen de beste middelbare school quarterbacks mee die gerekruteerd worden door de meest succesvolle universiteiten in het land. In zijn 4e jaar won Winston het regio-kampioenschap met zijn middelbare school.
de Texas Rangers selecteerden Winston in de 15e ronde van de 2012 Major League Baseball Draft. De Rangers gaven Winston de keus om zijn universitaire football carrière bij Florida State af te maken en zich daarna volledig op honkbal te richten, Winston besloot om het miljoenen contract niet te tekenen.

## Universitaire Carrière

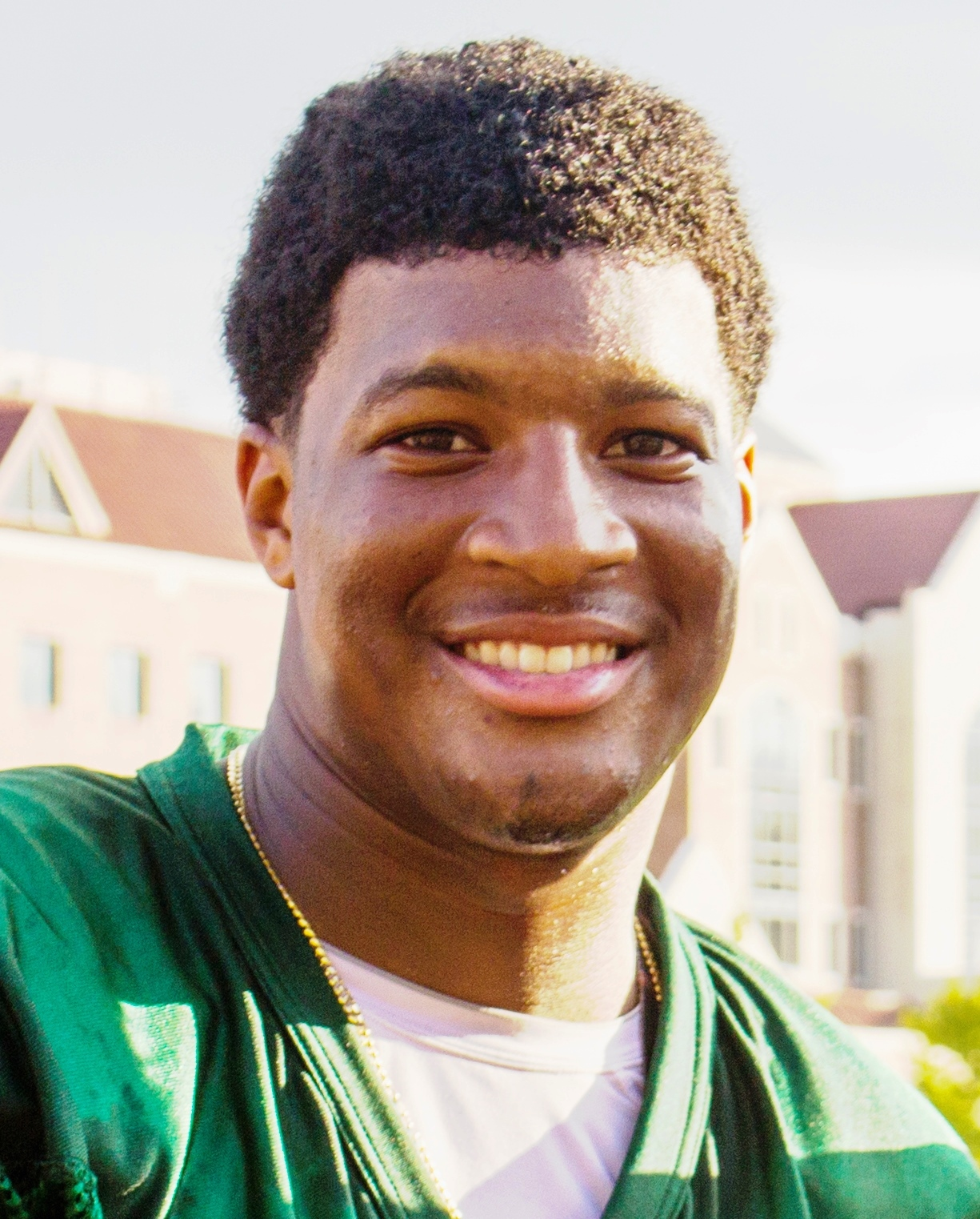
Jameis Winston in 2013

### 2012
In 2012 kreeg Winston een Red Shirt, waardoor hij niet in actie hoefde te komen.

### 2013, Heisman seizoen
Voordat het seizoen zou beginnen maakte coach Jimbo Fisher bekend dat Winston de startende quarterback zou zijn in het 2013 seizoen, in zijn universitaire debuut gooide Winston 27 passes waarvan er 25 succesvol aankwamen, hij gooide tevens 4 touchdowns en had ook nog een rushing touchdown.
Winston leidde de Florida State Seminoles naar een ongeslagen 13-0 seizoen, in het ACC kampioenschap namen de Seminoles het op tegen de Duke universiteit, de Seminoles wonnen deze wedstrijd 45–7. 
Winston won de Heisman Trophy op 14 december 2013, hij versloeg mede-quarterbacks, AJ McCarron, Jordan Lynch en de winnaar van het 2012 seizoen Johnny Manziel. hij werd de tweede freshman ooit (Johnny Manziel was de eerste) die de Heisman Trophy in ontvangst mocht nemen, hij werd tevens de jongste winnaar ooit met een leeftijd van 19 jaar en 342 dagen (dit record werd in 2016 verbroken door Lamar Jackson).
Op 6 januari 2014, Winston's 20e verjaardag, versloegen ze de Auburn Tigers met een score van 34–31 om het nationale kampioenschap te winnen. Winston werd uitgeroepen tot offensieve MVP nadat hij in totaal  235 yards en twee touchdowns gooide. Winston eindigde zijn freshman seizoen met 4,057 passing yards en 40 passing touchdowns, dit was tevens een ACC en divisie 1 football freshman record.

### 2014
Winston startte in 2014 in 13 wedstrijden, hij moest 1 wedstrijd voorbij laten gaan door een schorsing, na een 13-0, 2013 seizoen waren de Seminoles de grote favorieten om het nationale kampioenschap nog een keer te winnen, in 2014 wonnen de Seminoles nogmaals al hun wedstrijden, dit resulteerde in een 13-0 seizoen. De Seminoles werden geselecteerd om in de College Football Playoff te gaan spelen, Winston moest het opnemen tegen de Oregon Ducks van Marcus Mariota, de Seminoles verloren deze wedstrijd 59–20.
Winston maakte na de wedstrijd bekend zich verkiesbaar te stellen voor de 2015 NFL Draft.

## Universitaire prijzen
- Heisman Trophy (2013)
- Walter Camp Award (2013)
- Manning Award (2013)
- Archie Griffin Award (2013)
- Associated Press College Football Player of the Year (2013)
- Sporting News College Football Player of the Year (2013)
- BCS National Championship Game (2014)
- Offensive MVP, 2014 BCS National Championship Game
- Orange Bowl champion (2013)
- College Football All-America Team (2013)
- 2× First-team All-ACC (2013,2014)
- ACC Player of the Year (2013)
- ACC Offensive Player of the Year (2013)
- ACC Rookie of the Year (2013)
- ACC Offensive Rookie of the Year (2013)
- ACC Athlete of the Year (2014)
- College Football Performance National Freshman of the Year (2013)
- ACC Championship Game MVP (2013)
- 3× ACC Champions (2012), (2013), (2014)
- USA Today High School All-American (2011)

## Professionele carrière
In 2015 werd Winston als eerste gekozen in de draft door de Tampa Bay Buccaneers. Op 1 mei 2015 tekende Winston een 4-jarig contract waarmee hij 23 miljoen dollar ging verdienen.

### 2015
Winston's NFL carrière begon niet erg voorspoedig, in week 1 namen de Buccaneers het op tegen Titans van Marcus Mariota. Winston's eerste NFL pass werd onderschept en resulteerde in een defensieve touchdown, Winston was de eerste rookie sinds Brett Favre in 1991 wiens eerste NFL pass werd onderschept en in een defensieve touchdown resulteerde.
Op 22 november 2015, spelend tegen de Philadelphia Eagles, evenaarde Winston een NFL en club record door als rookie-quarterback 5 touchdowns te gooien.
Winston zette meerdere records door als rookie de meeste pass-pogingen, succesvolle passes, yards en touchdowns te hebben gegooid, hij verbrak hiermee de oude records van Josh Freeman. Winston eindigde het seizoen met 4,042 passing yards, 22 touchdowns en 15 intercepties.
Nadat de Buccaneers de AFC kampioenswedstrijd verloren, koos Patriots-quarterback Tom Brady ervoor om niet mee te spelen in de Pro Bowl (een jaarlijkse wedstrijd tussen de beste spelers van de AFC en NFC conferentie). Hierdoor werd Winston door football fans geselecteerd om in de wedstrijd te spelen. Hij werd hiermee de eerste Buccaneers rookie quarterback ooit die in de wedstrijd mee mag spelen.

### 2016
Winston's 2e jaar in de NFL begon met een indrukwekkende wedstrijd tegen de Atlanta Falcons. In de wedstrijd leverde hij 70% van zijn passes succesvol af, hij gooide 4 touchdowns in de 31-24 overwinning. Na week 1 van het seizoen kregen de Buccaneers te maken met veel blessures en wisselvallige prestaties. Op een gegeven moment had het team een record van 3-5 en wisten ze niet te scoren tegen de Arizona Cardinals, Denver Broncos en Atlanta Falcons. Na het verlies tegen de Falcons begon het team beter te spelen en won het team 5 wedstrijden achter elkaar. Ze hadden de kans om de playoffs te bereiken maar dit werd tenietgedaan door 2 verloren wedstrijden tegen de New Orleans Saints en Dallas Cowboys. Winston leidde de Buccaneers naar hun eerste winnende seizoen in 6 jaar na het verslaan van de Carolina Panthers in het reguliere seizoen. Winston zette meerdere NFL en club-records in het 2016 seizoen, hij was tevens de eerste quarterback ooit die in zijn eerste twee seizoenen 4000 yards passing had.

### Carrière statistieken
| Year | Team  | G  | GS | Passing | Passing | Passing | Passing | Passing | Passing | Passing | Passing | Rushing | Rushing | Rushing | Rushing | Sacked | Sacked | Fumbles | Fumbles |
| Year | Team  | G  | GS | Att     | Comp    | Pct     | Yds     | Y/A     | TD      | Int     | Rtg     | Att     | Yds     | Avg     | TD      | Sack   | YdsL   | Fum     | FumL    |
| ---- | ----- | -- | -- | ------- | ------- | ------- | ------- | ------- | ------- | ------- | ------- | ------- | ------- | ------- | ------- | ------ | ------ | ------- | ------- |
| 2015 | TB    | 16 | 16 | 312     | 535     | 58.3    | 4,042   | 7.6     | 22      | 15      | 84.2    | 27      | 190     | 54      | 213     | 3.9    | 6      | 6       | 2       |
| 2016 | TB    | 16 | 16 | 345     | 567     | 60.8    | 4,090   | 7.2     | 28      | 18      | 86.1    | 35      | 247     | 53      | 165     | 3.1    | 1      | 10      | 6       |
| 2017 | TB    | 13 | 13 | 282     | 442     | 63.8    | 3,504   | 7.9     | 19      | 11      | 92.2    | 33      | 207     | 33      | 135     | 4.1    | 1      | 15      | 7       |
|      | Total | 45 | 45 | 939     | 1,544   | 60.8    | 11,636  | 7.5     | 69      | 44      | 87.2    | 95      | 644     | 140     | 513     | 3.7    | 8      | 31      | 15      |